# Dieburg (stacja kolejowa)
Dieburg (niem. Bahnhof Dieburg) – stacja kolejowa w Dieburgu, w kraju związkowym Hesja, w Niemczech. Znajduje się na 53,2 km linii Rhein-Main-Bahn, biegnącej z Moguncji przez Darmstadt do Aschaffenburga oraz linii Rodgaubahn, prowadzącej z Offenbach am Main.
Według klasyfikacji Deutsche Bahn ma kategorię 4.

## Historia
Linia Rhein-Main-Bahn wybudowana przez Hessische Ludwigsbahn została otwarta 1 sierpnia 1858 jego. Budynek został wybudowany w stylu romantycznego klasycyzmu w latach 1861-1863. Budynek dworca jest zabytkiem kultury Hesji.
Rodgaubahn została otwarta 30 października 1896. Jej południowy odcinek Dieburg–Groß-Zimmern–Reinheim  w 1965 roku został zamknięty i rozebrany. 14 grudnia 2003, odcinek Rodgaubahn między Offenbach i Ober-Roden został włączony do sieci S-Bahn Ren-Men, ale bez odcinku Ober-Roden - Dieburg. 
W latach 2000–2005 zmodernizowano stację i przystosowano ją dla osób niepełnosprawnych. Od 2009 do 2011 trwała budowa tunelu pod torami w ciągu drogi nr 3094.

## Linie kolejowe
- Rhein-Main-Bahn
- Rodgaubahn